# Chrzanów (gmina, Petite-Pologne)
Pour les articles homonymes, voir Chrzanów (homonymie).
Chrzanów est une gmina mixte du powiat de Chrzanów, Petite-Pologne, dans le sud de Pologne. Son siège est la ville de Chrzanów, qui se situe environ 40 km à l'ouest de la capitale régionale Cracovie.
La gmina couvre une superficie de 79,33 km2 pour une population de 49 752 habitants.

## Géographie
Outre la ville de Chrzanów, la gmina inclut les villages de Balin, Luszowice, Płaza et Pogorzyce.
La gmina borde la ville de Jaworzno et les gminy de Alwernia, Babice, Libiąż et Trzebinia.